# Damora maja
Damora maja är en fjärilsart som beskrevs av Pieter Cramer 1775. Damora maja ingår i släktet Damora och familjen praktfjärilar. Inga underarter finns listade i Catalogue of Life.